# Zuchy
Treść tego artykułu od 2025-01 należy opracować w taki sposób, aby nie uwypuklała nadmiernie polskiej specyfiki / aby nie zawężała się tylko do polskich warunków
Dokładniejsze informacje o tym, co należy poprawić, być może znajdują się w dyskusji tego artykułu.
 Po wyeliminowaniu niedoskonałości należy usunąć szablon {{Dopracować}} z tego artykułu.

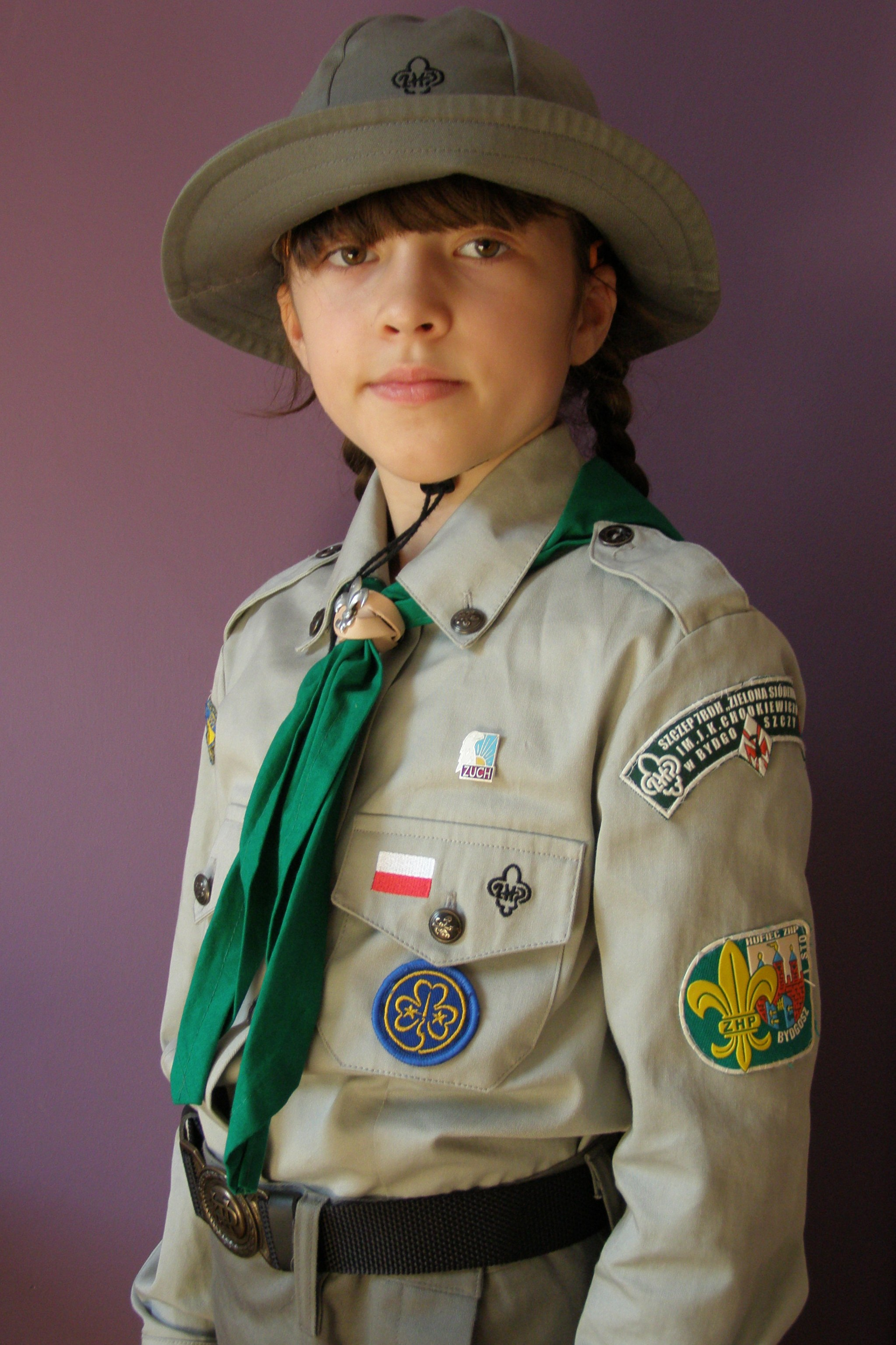
Oficjalny dziewczęcy mundur zuchowy (ZHP)

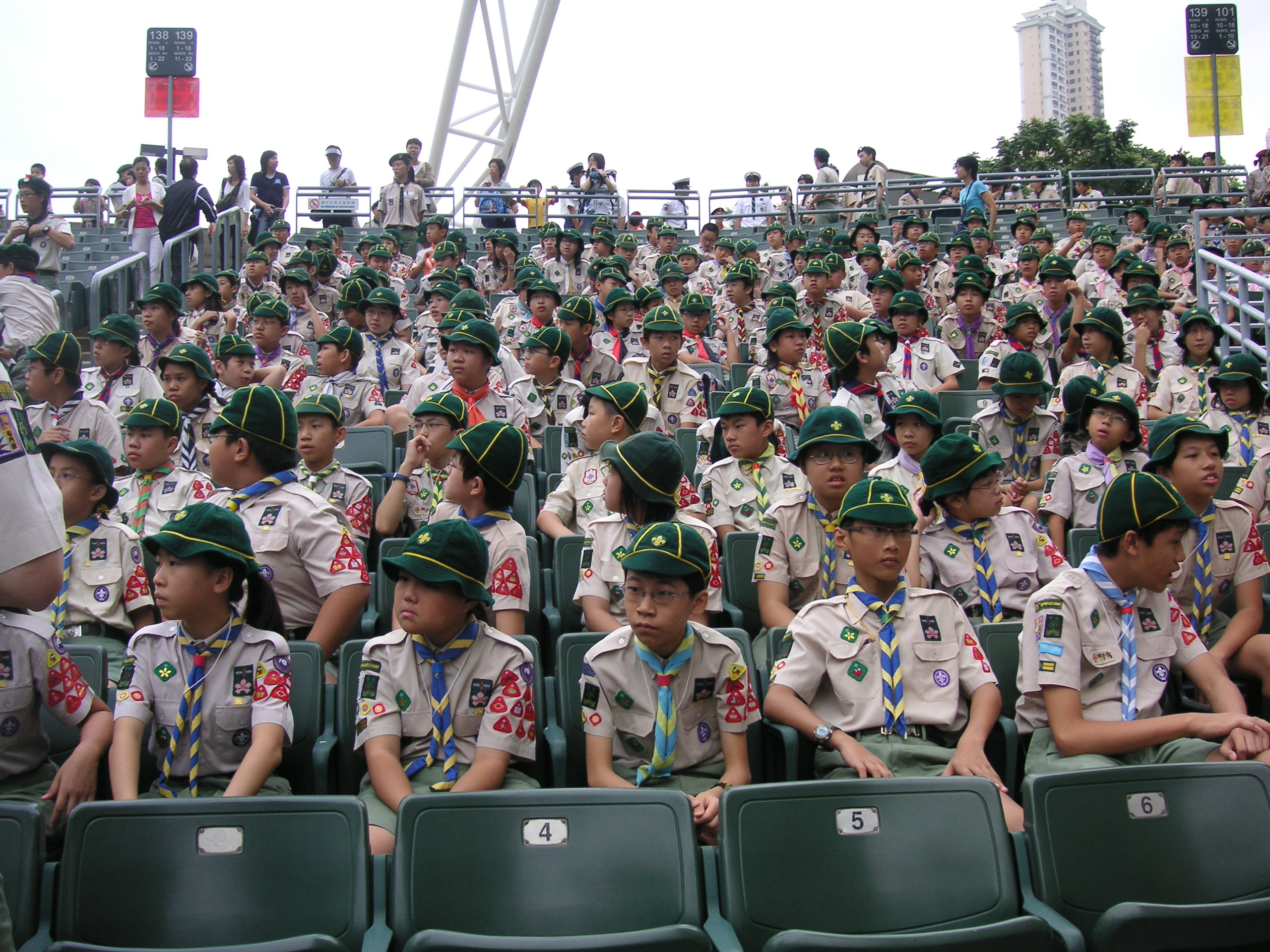
Wilczęta (odpowiednik zuchów w skautingu) z Hongkongu

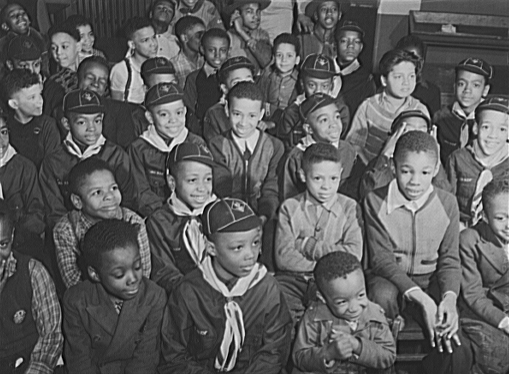
Wilczęta (odpowiednik zuchów w skautingu) z Boys Scouts of America

Zuchy – najmłodsza grupa metodyczna w organizacji harcerskiej.

## Historia ruchu zuchowego w Polsce
Pierwsze próby pracy z dziećmi w wieku wczesnoszkolnym podejmowano w Polsce jeszcze przed I wojną światową. Tworzono wówczas zastępy „biszkoptów”. Latem 1914 Olga Małkowska utworzyła w Zakopanem gromadę żeńską „krasnoludków”. W historii ZHP uważa się to za moment narodzin polskiego ruchu zuchowego dziewcząt.
W 1917 hm. Jan Mauersberger podjął próbę opracowania nowego systemu wychowania najmłodszych członków ZHP i zaproponował, by nazwać ich zuchami. Pomysły Mauersbergera uporządkowała Jadwiga Zienkiewiczówna w roku 1918 w książce pt. Związek zuchów, czyli młodych harcerzy. W tym samym roku zaczęły powstawać pierwsze gromady Wilcząt w Polsce. Tworzyło je przede wszystkim harcerstwo męskie, korzystając z doświadczeń angielskiej organizacji skautowej. Organizowane były w miastach i skupiały chłopców w wieku 8–12 lat ze środowisk inteligenckich. Oficjalną odznaką przynależności do gromady była główka wilczka noszona na berecie.

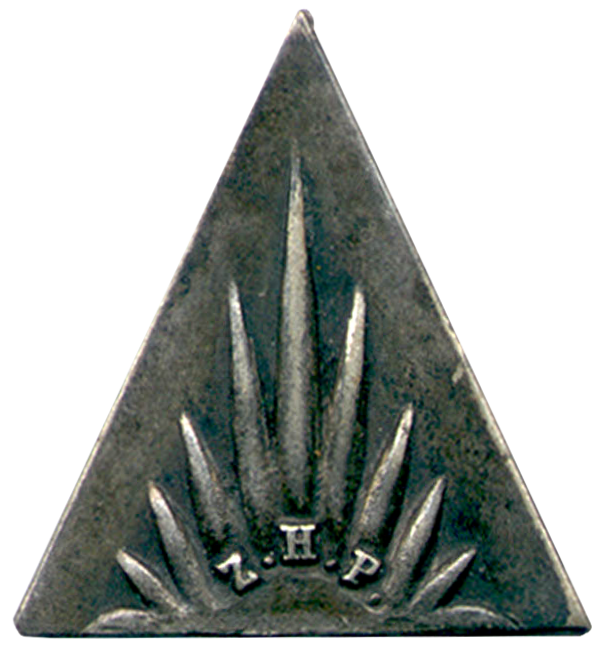
„Słoneczko zuchowe” odznaka zuchów dziewcząt przed II wojną światową

Ruch zuchowy żeński przejął inicjatywę opracowywania metodyki pracy gromad i w 1920 w gromadzie „Szafirowych zuchów” z Włocławka powstał pomysł oznaczania stopni zuchowych srebrnymi gwiazdkami umieszczanymi nad górną kieszenią mundurka. Od 1922 wprowadzono też obietnicę zucha zamiast przyrzeczenia harcerskiego, słowem zuch zastąpiono dotychczasowego wilczka, a gromadą – drużynę.
W 1923 roku ukazał się w przekładzie Tadeusza Strumiłły pierwszy tomik Wilcząt Roberta Baden-Powella, który został uznany za podstawowy podręcznik do pracy z zuchami. Jego drugą część Sprawności wilczęce wydano w 1928 roku.
W wyniku prac prowadzonych w organizacji żeńskiej utworzono w głównej Kwaterze Żeńskiej Wydział Zuchów, który opracował nowe wytyczne programowe obowiązujące w całej organizacji, m.in. mające dziewięć punktów Prawo zucha, programy 4 gwiazdek zuchowych oraz regulamin mundurowy dla zuchów.
W 1927 w organizacji żeńskiej było 45 gromad zuchowych, w męskiej zaś 7 drużyn wilcząt. W tymże roku pojawiła się też koncepcja przejęcia przez ruch zuchowy żeński gromad wilczęcych. Do realizacji tego pomysłu jednak nie doszło, ponieważ różnice w metodyce były zbyt duże.
Na początku lat 30. tworzeniem nowej koncepcji pracy z zuchami w Organizacji Harcerzy ZHP zajął się hm. Aleksander Kamiński, wykorzystując poprzednie doświadczenia (m.in. Jadwigi Zwolakowskiej). W 1931 roku na kursie wodzów gromad wprowadził zabawy o nowej tematyce, bliskiej dzieciom. Były one proste, odpowiadające ówczesnej rzeczywistości. Tak jak rok 1926 był przełomowy dla ruchu zuchowego dziewcząt, tak rok 1931 zadecydował o rozwoju gromad zuchowych chłopców. W 1932 ukazała się książka Kamińskiego pt. Antek Cwaniak, drukowana poprzednio w odcinkach w czasopiśmie harcerskim „Na Tropie”. Kamiński zawarł w niej główne założenia metodyki zuchowej. Książka ta w znaczący sposób wpłynęła na pracę zuchową Organizacji Harcerzy ZHP, stała się podręcznikiem – czytanką wodzów zuchowych. W roku publikacji tej książki liczba zuchów przekroczyła 25 tys. w 833 gromadach.
Tak żywiołowy wzrost liczby zuchów spowodował konieczność intensywnego szkolenia kadry. W 1933 ukazała się kolejna książka Aleksandra Kamińskiego – Książka wodza zuchów – podręcznik pracy z zuchami, zaś Jadwiga Zwolakowska wydała podręcznik W gromadzie zuchów, a następnie Piosenki i tańce zuchowe, Opowiadania zuchowe, Gry zuchowe. Efektem współpracy Zwolakowskiej z Aleksandrem Kamińskim była wspólna dla chłopców i dziewcząt rota Prawa zucha, przyjęta w październiku 1934. Nastąpił żywiołowy rozwój gromad zuchowych. Jednocześnie ujednolicano i ulepszano formy pracy.
W latach 30. (i później, aż do końca lat 90.) do zuchów należały dzieci w wieku 8–11 lat. Odznaką Zuchową była głowa wilczka. Istniały 3 stopnie zuchowe – zuch 1, 2 lub 3 gwiazdki, oraz 25 sprawności zuchowych dla dziewcząt, a 18 dla chłopców. Zawołaniem zuchów było „Czuj!”.
W październiku 1933 powstała pierwsza stała szkoła instruktorów zuchowych w Nierodzimiu. Szkoła ta w latach 1933–1937 wychowała kilkuset instruktorów zuchowych. Ukazywały się dodatki zuchowe do pism harcerskich: w „Skaucie” – „Leśny Duszek” od 1934; w „Na Tropie” – „Na tropie Zuchów” od 1922. W 1937 zostały one połączone w samodzielne pismo „Zuch” wydawane przez Zarząd Oddziału Lwowskiego ZHP.
W 1938 było 31,4 tys. zuchów i 15 tys. zuchen. W okresie II wojny światowej gromady zuchowe były organizowane na emigracji. Od 1945 ruch zuchowy był intensywnie odbudowywany. W 1947 w Organizacji Harcerzy było 808 gromad zuchowych, które liczyły 19,7 tys. zuchów.
Opracowana przez przedwojenne instruktorki i instruktorów metodyka zuchowa i dorobek ich pracy wychowawczej stały się podstawą współczesnej metodyki zuchowej i pracy tej grupy wiekowej.

## Ruch zuchowy współcześnie

### Związek Harcerstwa Polskiego
Zuchy – grupa metodyczna i członkowska przeznaczona dla dzieci w wieku 6–10 lat.
Podstawową jednostką organizacyjną dla zuchów jest gromada zuchowa.
W metodyce zuchowej drogę zucha wyznacza zdobycie poszczególnych gwiazdek zuchowych, oznaczanych gwiazdkami na baretce w kolorze chusty, pod znaczkiem zucha:
- 1 gwiazdka – oznacza zucha ochoczego,
- 2 gwiazdki – oznaczają zucha sprawnego,
- 3 gwiazdki – oznaczają zucha zaradnego,

a także zdobywanie sprawności.
W większości są to gromady koedukacyjne.

### Związek Harcerstwa Rzeczypospolitej
Najmłodsze zuchy są w 1 klasie szkoły podstawowej, natomiast te najstarsze, które są już przekazywane do drużyny po 4 klasie. Gromadą zuchów zajmuje się drużynowy/a i przyboczni. Gromady są niekoedukacyjne. Każda gromada ma swoją nazwę. Zuchy składają Obietnicę zuchową i przestrzegają Prawa zucha. Zdobywają też sprawności oraz Gwiazdki zuchowe.
W metodyce zuchowej drogę zucha wyznacza zdobycie pierwszej, drugiej i trzeciej gwiazdki. Znaczek Zucha oraz Gwiazdki zuch nosi nad lewą kieszenią munduru.
Nazewnictwo w Organizacji Harcerek ZHR:
- 1 gwiazdka – oznacza zucha wtajemniczonego,
- 2 gwiazdki – oznaczają zucha zaradnego,
- 3 gwiazdki – oznaczają zucha opiekuńczego.

W Organizacji Harcerzy ZHR stosuje się nazwy kolejno: zuch pierwszej, drugiej, trzeciej gwiazdki.

### SHK „Zawisza” – Skauci Europy
W SHK „Zawisza” stosuje się inne nazewnictwo dla tej grupy wiekowej: początkowo były to żaki, a obecnie, od czasu wstąpienia do FSE – wilczki. Wilczki, w wieku 8–12 lat, nawiązują do tradycyjnej metody wilczkowej, stworzonej na początku XX w. przez Roberta Baden-Powella i Verę Barclay i z powodzeniem stosowanej w organizacjach skautowych na całym świecie.